# Sie und die Drei
Sie und die Drei (tdl. ‘Ella y los tres’) es una película de comedia y policial alemana de 1935 dirigida por Victor Janson y protagonizada por Gustav Waldau, Charlotte Susa y Hubert von Meyerinck.
Los decorados de la película fueron diseñados por los directores artísticos Wilhelm Depenau y Erich Zander. Parte del rodaje se realizó en locación en Hamburgo.

## Reparto
- Gustav Waldau como el Dr. Bittner.
- Charlotte Susa como Lisa.
- Hubert von Meyerinck como André Nicol.
- Walter Steinbeck como Alexander Bobinsky.
- Hans Söhnker como Rudolf Rostorff, camarero.
- Harald Paulsen como Peter Hüsing, barbero.
- Kurt Vespermann como Toni Kemser, chofer.
- Hilde Krüger como Christine Glöckner, camarera.
- Antonie Jaeckel como Marie, antigua empleada del hotel.
- Otto Stoeckel como Maranu.
- Rudolf Essek como Gerente del bar del hotel.
- Hans von Zedlitz como Director del hotel.